# 乌鲁木齐河
乌鲁木齐河是中华人民共和国新疆维吾尔自治区的一条河流，位于塔里木盆地，该河全长54千米，集水面积约924平方千米，年均径流量约为2.36亿立方米。根据英雄挤水文站测定，该河夏季富水期径流量占全年的70.8%，冬季枯水期径流量占全年的4.2%。
乌鲁木齐河发源于新疆中天山天格尔Ⅱ峰附近的一号冰川, 源头海拔4 479 m。西接头屯河水系, 东到乌拉泊和柴窝堡洼地之间的分水岭, 大致由南至北各支流泉沟汇入后流到东道海子, 全长214 km, 流域总面积4 684 km2。乌鲁木齐河是一条冰雪融水、降雨及地下水混合补给的河流。